# Kukumi
Kukumi és una pel·lícula de coproducció albanesa–Kosovar–croata de 2005 dirigida per Isa Qosja.

## Argument
La pel·lícula té lloc el 1999, després del final de la Guerra de Kosovo, quan les primeres tropes de l'OTAN van entrar a Kosovo. Després d'arribar a un acord a Kumànovo, els guàrdies i els empleats d'un dels Hospital Psiquiàtric abandonen el seu lloc de treball i fugen. Els pacients allà empresonats (Kukum, Mara i Hasan) són alliberats, plens de somnis i expectatives del que faran en la nova realitat. Tanmateix, aquesta és decebedora, i els primers conflictes comencen amb qui no els entén. Al poble natal d'Hasan, ningú vol acceptar persones considerades malaltes mentals. En un país on els seus compatriotes gaudeixen de la llibertat recuperada, els pacients donats d'alta de l'hospital no troben lloc per a ells mateixos.

## Repartiment
- Luan Jaha com a Kukum
- Anisa Ismaili com a Mara
- Donat Qosja com a Hasan
- Yllka Gashi com a Zarifja
- Shkumbin Istrefi com a Gafurr
- Astrit Kabashi com un gamberro
- Ilir Rexhepi com a guardaespatlles
- Edon Rizvanolli com a pacient
- Ismet Azemi com a candidat
- Auritë Agushi
- Muharrem Qena
- Fatmir Spahiu

## Reconeixements
La pel·lícula va ser guardonada a la 62a Mostra Internacional de Cinema de Venècia (2005), el Premi Especial del Jurat al Festival de Cinema de Sarajevo (2005) i el Premi Especial del Jurat al Festival Internacional de Cinema de Sofia (2006).